# Kremlin de Smolensk

Plan du kremlin de Smolensk

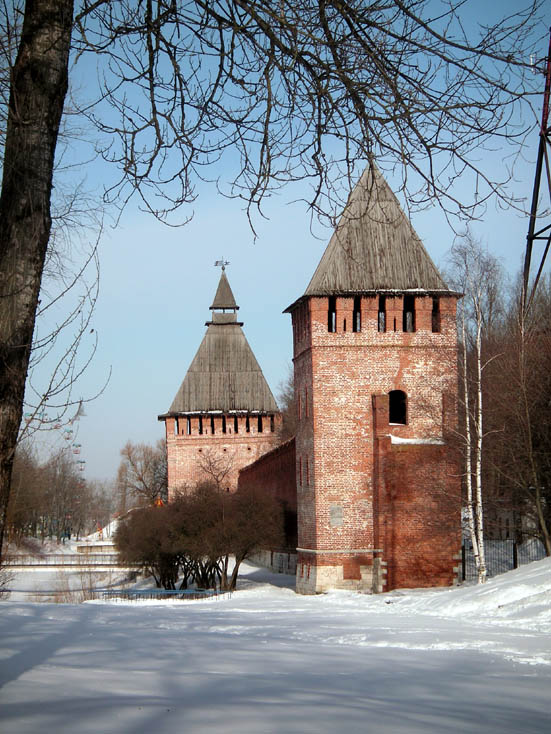
Tour Boubleika

Le kremlin de Smolensk ou la forteresse de Smolensk (en russe : Смоленская крепостная стена) est une muraille construite pour protéger la ville de Smolensk. Sa longueur est de 6,5 km. Il est construit en 1595-1602 sous la direction de l'architecte Fiodor Kone. Son importance dans le dispositif de défense de l'État russe était capitale. Une grande partie du kremlin a été détruite dans la nuit du 4 novembre au 5 novembre (le 17 novembre dans le calendrier julien) 1812 lors de la retraite des troupes de l'empereur Napoléon Ier. Moins de la moitié des murs et des tours a subsisté.

## Importance
La ville de Smolensk a toujours occupé une place importante dans l'histoire de Russie comme place défensive et c'est pourquoi les souverains russes ont souvent pris soin d'en renforcer les dispositifs de défense. Au printemps 1554, par décret d'Ivan le Terrible, une nouvelle forteresse en bois de haute dimension est construite. Cependant, à cette époque, les forteresses en bois n'étaient plus considérées comme imprenables en raison des développements de l'artillerie. C'est pourquoi, à la fin du XVIe siècle, il a été décidé de construire une nouvelle forteresse en pierre à l'emplacement de l'ancienne en bois.
En décembre 1595, un décret fait débuter les travaux préparatoires à la construction. Le tsar attacha une grande importance à la construction de la forteresse et fait interdire toute construction en pierre à travers la Russie sous peine de mort. 
La construction est confiée à l'architecte russe Fiodor Kone, auteur du Bely Gorod à Moscou.
Le modèle dont il se sert pour la forteresse de Smolensk est probablement le kremlin de Moscou, et aussi le kremlin de Nijni Novgorod, le kremlin de Toula, le kremlin de Kolomna, le kremlin de Zaraïsk, celui de Serpoukhov. En étudiant la construction de la forteresse, Fiodor Kone décide d'utiliser d'anciennes techniques : une maçonnerie en partie en brique et en partie en moellons, des arcs placés sur les faces intérieures des murailles, des formes de tours d'angles, etc. Mais l'architecte innove encore sur d'autres plans : il décide de construire des murs beaucoup plus élevés que les anciens et d'ajouter de nombreuses tours par rapport aux anciennes forteresses.

## Édification
La construction commence à un rythme soutenu. Les ouvriers travaillent nuit et jour, leurs conditions de travail sont pénibles, sur des terres humides, souvent inondées. Les contremaîtres les sanctionnent pour la moindre erreur. En raison de la faim, du froid ou de la maladie, beaucoup meurent ou sont victimes d'accidents du travail. Au point qu'en 1599 une émeute éclate sur le chantier et que les chefs de chantiers sont obligés de faire des concessions pour améliorer les conditions de vie et de travail des ouvriers.
La nature a également été la cause d'un lot de malchances, d'imprévus : en 1597, durant tout l'été il pleut sans arrêt, les tranchées sont inondées, il faut renforcer les talus au moyen de pilotis. En 1600, du fait de la chaleur et des pluies torrentielles, de grandes quantités de récoltes sont perdues et la faim fait son apparition en Russie. Mais malgré ces conditions difficiles, la construction du kremlin n'est pas interrompue.
La configuration de la nouvelle forteresse a été influencée par la forme de l'ancien mur en bois. Ce mur continuait à servir pour repousser des attaques qui se seraient produites avant l'achèvement de la nouvelle muraille. La nouvelle muraille suit le tracé de l'ancien mur en bois, mais, à certains endroits, elle dépasse l'ancien tracé. C'est par l'ouest de la ville que les travaux ont commencé. 
La longueur de la muraille de Smolensk était de 6,5 km et le nombre de ses tours était de 38. Aujourd'hui, il subsiste environ 3,3 km de murailles. La hauteur de la muraille était de 14 mètres par endroit et variait selon la configuration du terrain. 

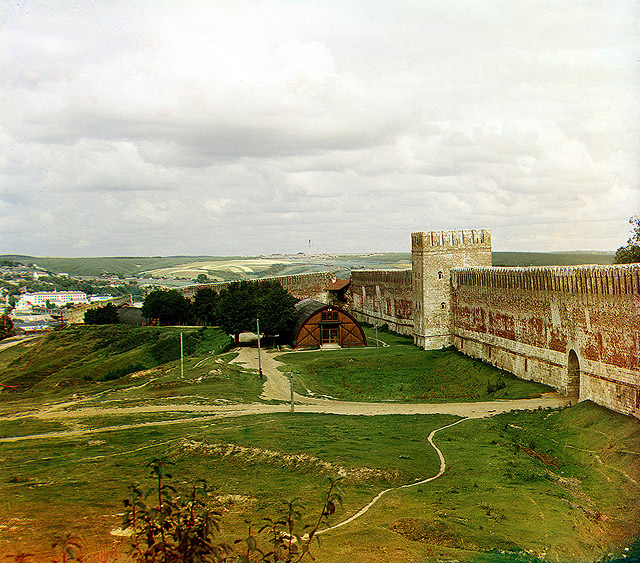
Le kremlin de Smolensk, photo de 1912 réalisée par Sergueï Prokoudine-Gorski

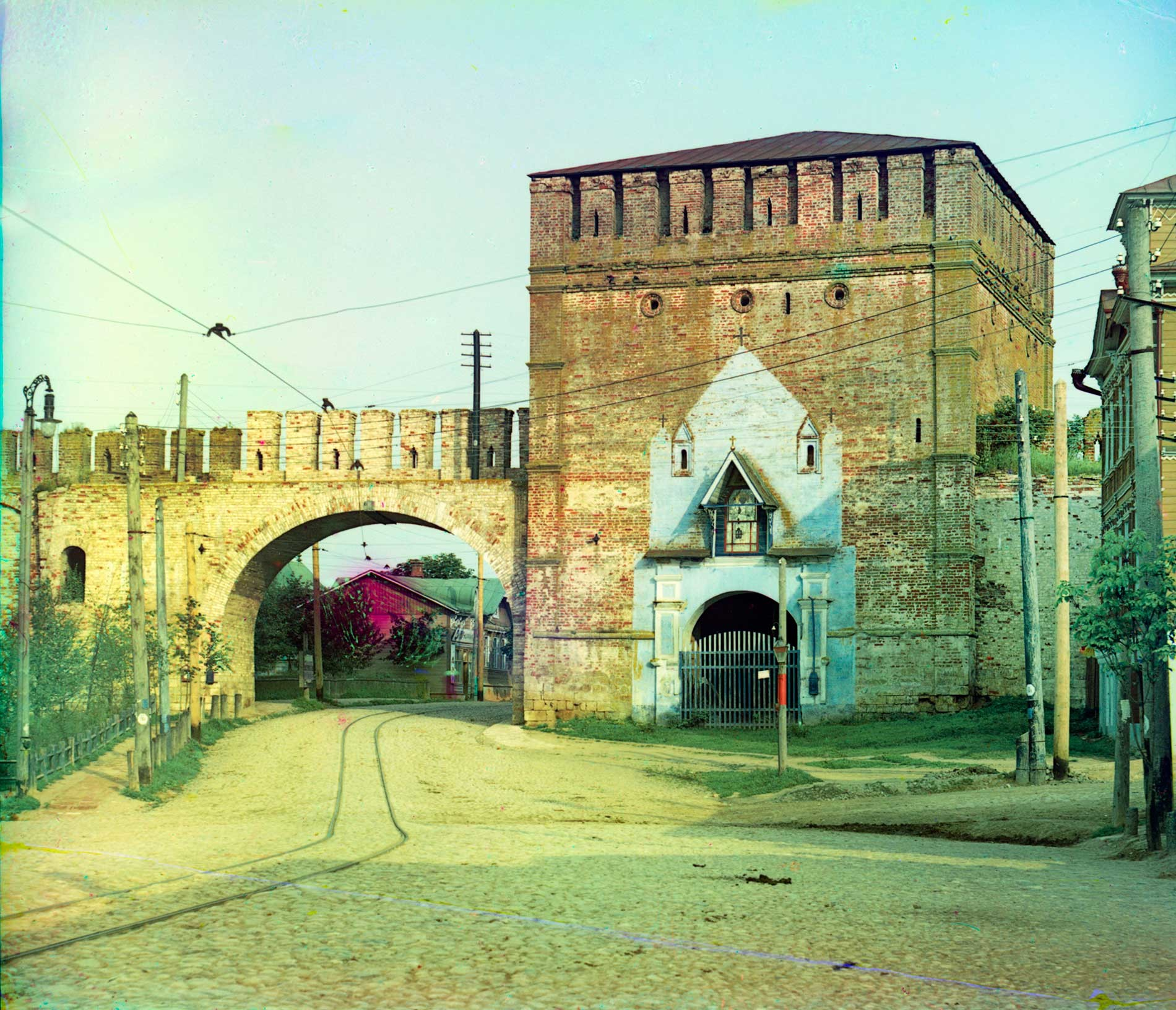
Photo de la tour Nikolskaïa réalisée en 1912 par Sergueï Prokoudine-Gorski

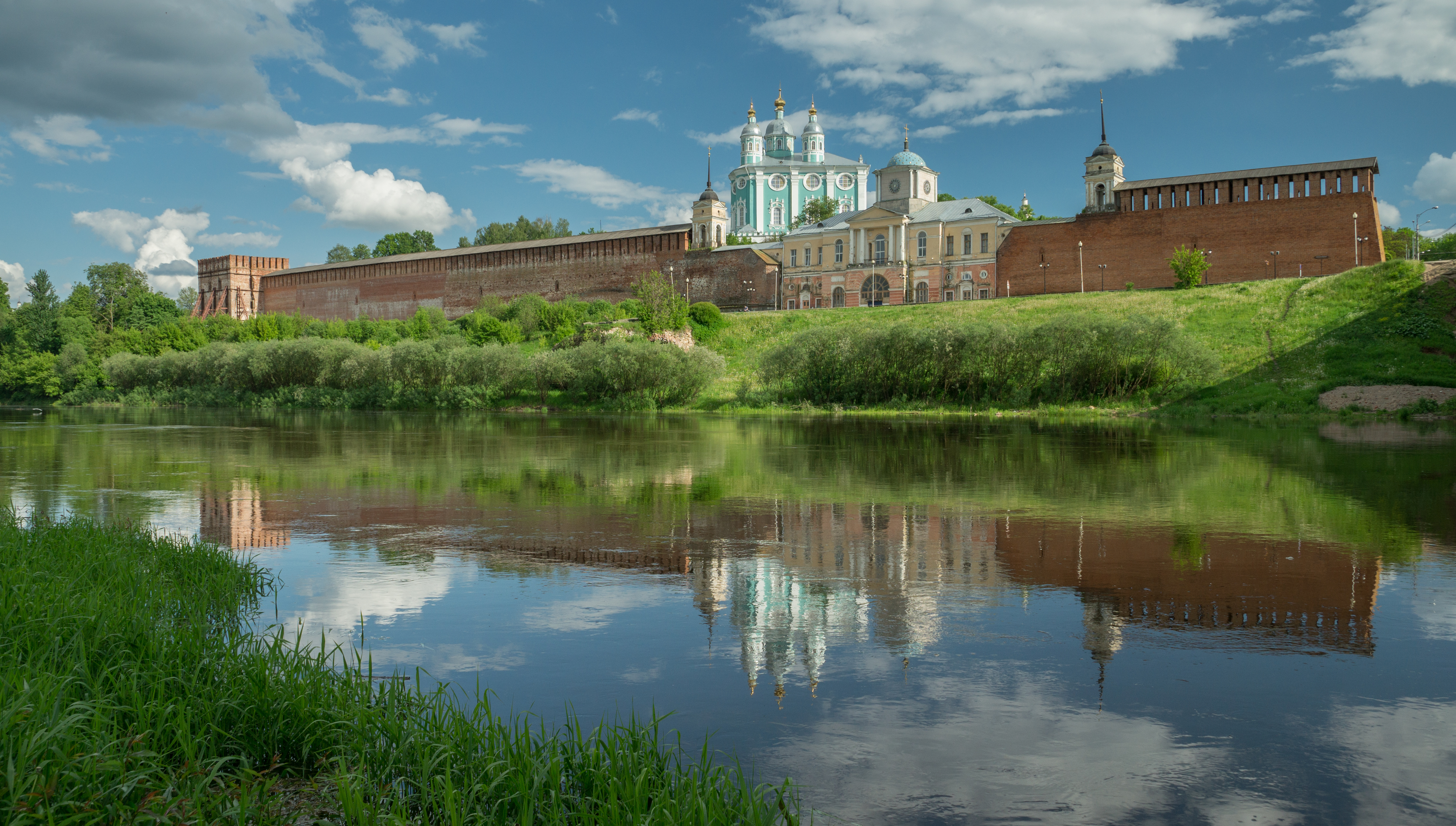
Vue du kremlin de Smolensk

Au fond des excavations creusées pour les fondations, des pieux de chêne sont enfoncés dans le sol et l'espace entre les pieux est rempli de terre tassée. Au-dessus de cette terre, des rondins épais sont posés longitudinalement et transversalement. Les espaces entre les bûches sont également remplis de terre et de gravats. Quand le sol est suffisamment ferme, des pavés sont posés directement au fond de la tranchée en utilisant la chaux comme fixateur. À proximité des tours, de gros blocs de pierre sont posés au fond des excavations pour renforcer encore les fondations.
Sous les fondations sont construites des galeries destinées à pouvoir, en cas de besoin, sortir de la forteresse.
Les murailles sont construites horizontalement et verticalement. Seule la partie nord-est qui descend abruptement vers le Dnepr est construite inclinée pour renforcer sa solidité.
La partie centrale du mur se compose de deux murs de briques verticaux et entre les murs s'élève un mur de pierres, de pavés fixés par du mortier et de la chaux. À l'intérieur du mur sont aménagés des passages pour communiquer avec les tours, des locaux garde-manger, de petits arsenaux de munitions de fusils. L'épaisseur des murs varie de 5 mètres à 5,2 mètres. Au-dessus du mur est disposée une plate-forme pour les rondes et les combats dont le sol est en brique. La largeur du chemin de ronde, de 4 mètres à 4,5 mètres, permettait à trois soldats de marcher de front.
La hauteur du mur varie en fonction du relief du sol : sur les ravins et les fossés, le mur est plus bas que sur le terrain plat où il est construit plus haut.
Sur la partie intérieure de la muraille sont aménagées des séries d'arcades : ce sont des niches plates et peu profondes surmontées d'un arc et formant une embrasure.
La partie orientale du mur s'est avérée moins solide en raison des conditions défavorables lors de la construction en 1602, ce dont des envahisseurs ont profité.  
En plus du mur lui-même, l'architecte Kone a fait creuser des fossés pleins d'eau, construire des ravelins pour renforcer le dispositif de défense.

## Dispositif de défense

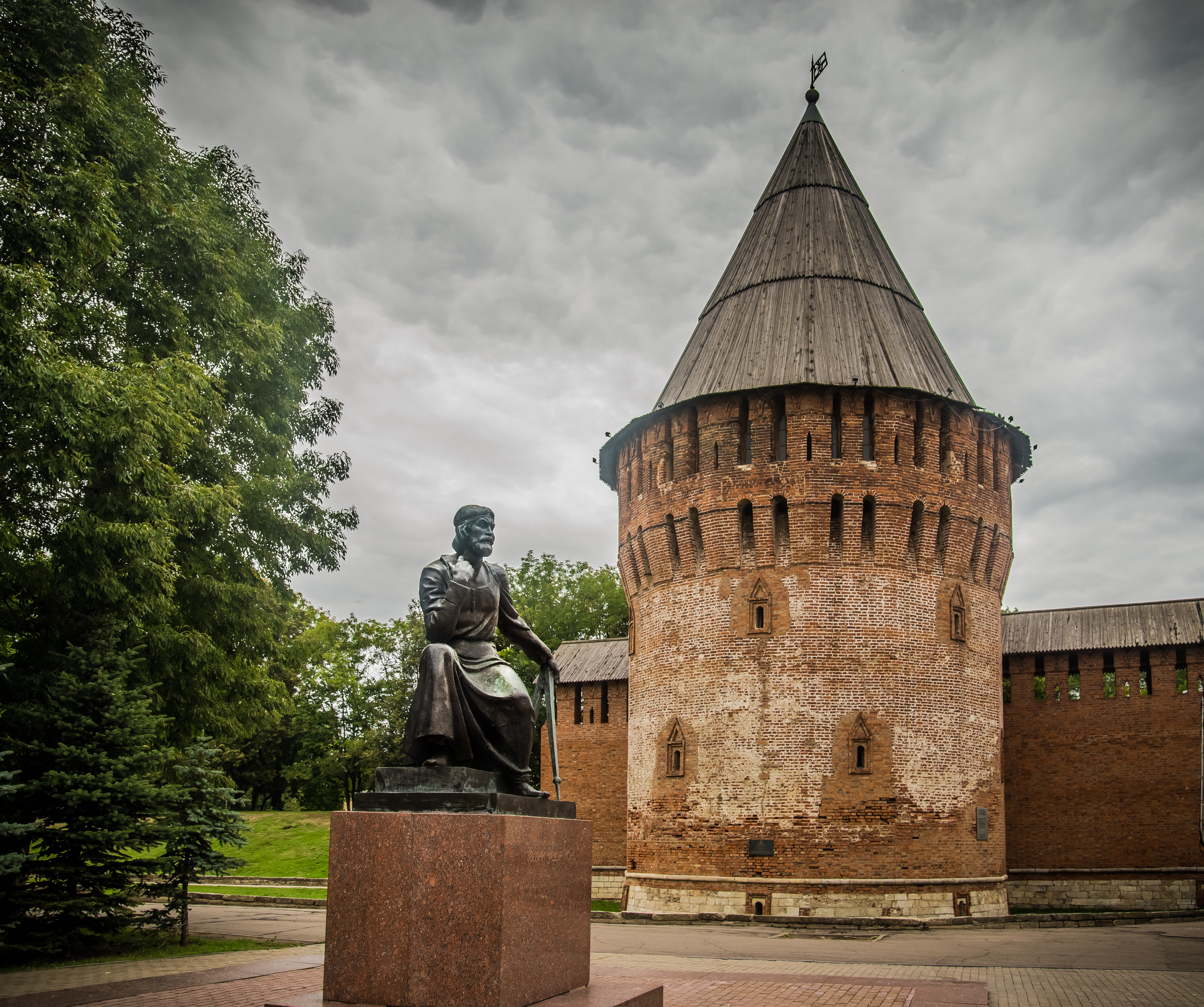
Statue de Fiodor Kone devant l'une des tours rondes de la forteresse

La forteresse disposait d'un système de défense à trois niveaux.
Le niveau zéro, au sol, est équipé d'emplacements rectangulaires pour les canons.
Le niveau moyen dispose de pièces voûtées accessibles aux tireurs par des escaliers en bois, on y plaçait également des canons.
Le niveau supérieur se trouvait à hauteur du chemin de garde au sommet du mur, clôturé par des créneaux alternant avec des merlons permettant les tirs. Entre les créneaux se dressaient de petites couvertures en brique qui obligeaient les soldats à se tenir à genou pour pouvoir tirer et rester protégé en même temps. L'ensemble de la plate-forme était couverte d'un toit en bois pour protéger les défenseurs en cas de pluie ou de neige.

## Les tours
Les tours occupent une place particulière dans la forteresse : postes d'observation, postes de bombardement, protections des portes, abris pour la troupe, points d'appui de la défense. Dans le kremlin de Smolensk aucune tour n'est identique à l'autre. Leur forme et leur hauteur dépend de la configuration du relief du sol sur lequel elles prennent appui.
Dans neuf des tours, il existait une porte pour le passage. L'entrée principale était la tour Frolovskaïa (ou Dneprovskaïa), qui donnait accès en provenance de Moscou, la capitale. La deuxième en importance était la tour Molokhovskaïa, qui ouvrait en direction de Kiev.
Les sept autres tours étaient plus simples (Lazarevskaïa, Krylochevskaïa, Avraamievskaïa, Nikolskaïa, Kopytenskaïa, Piatnitskaïa et Voskresenskaïa). S'ajoutaient encore treize tours qui étaient aveugles et de forme rectangulaire et encore seize autres tours qui étaient de forme carrée ou ronde. En tout, la forteresse disposait de 38 tours. 

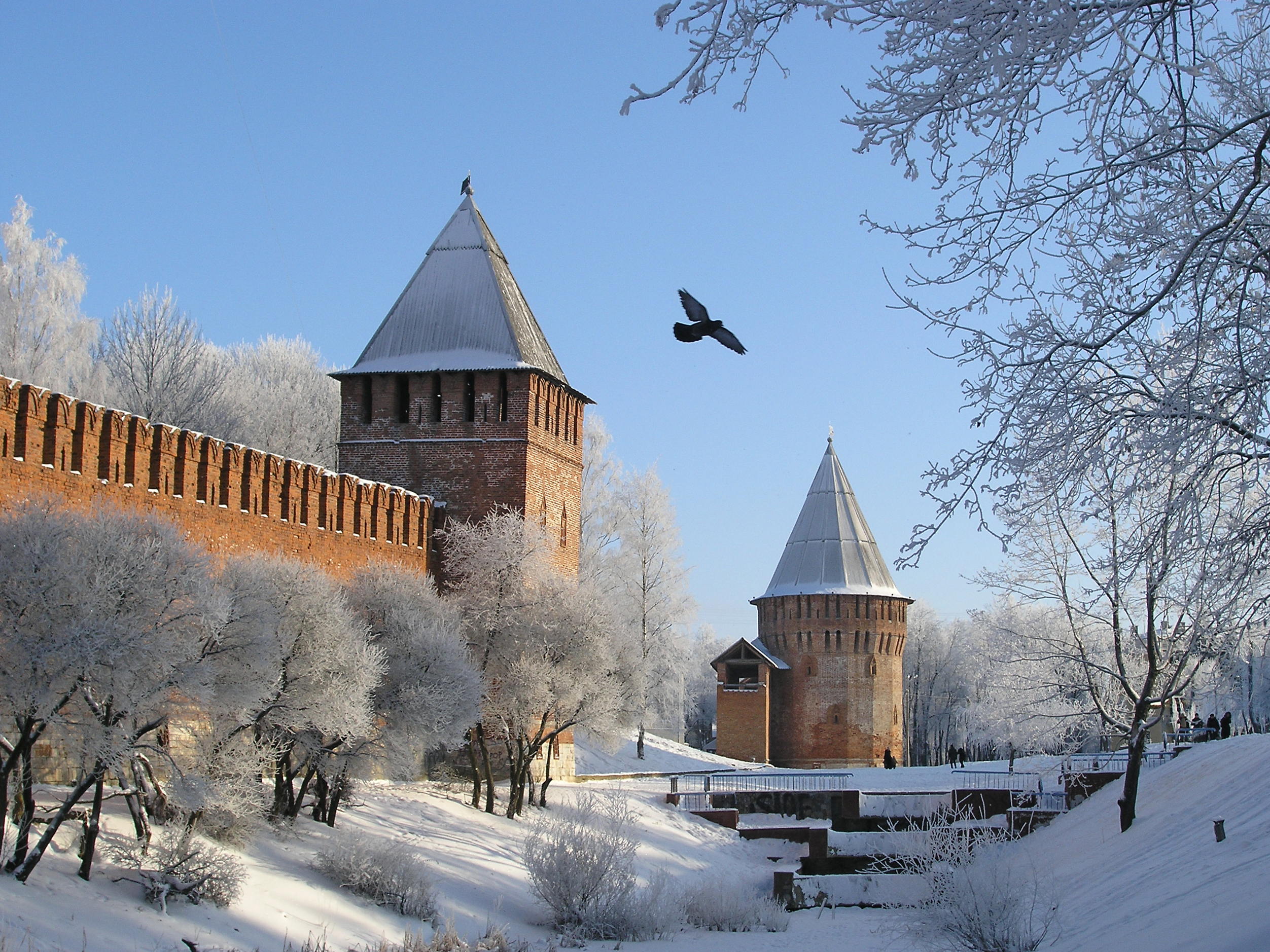
Kremlin de Smolensk

## Aspect
L'historienne d'art Véra Traimond résume comme suit la beauté de la forteresse :

« Les tours majestueuses, remarquables par l'élégance de leurs proportions et le raffinement de leur décor peint et ciselé, témoignent de la maîtrise technique et artistique des bâtisseurs russes. »

Les tours et portes sont décorées d'éléments des ordres architecturaux. Les angles des tours sont couverts de larges lésènes, séparés en divers niveaux par des ceintures profilées. Les arcs sont réalisés en pierres blanches et sont flanqués de pilastres. Sur les portails sont percées des fenêtres ogivales. Les tours Niokolskaïa et Kopytenskaïa sont décorées d'ouvertures rondes et de fausses meurtrières, disposées sous l'entablement. D'autres sont décorées de même, mais certaines (Boubleika, Makhovaïa, Zimboulka, Donets) ne sont garnies que d'étroits larmiers à la base des créneaux. Certains encadrements décoratifs des créneaux sont réalisés au moyen de rangées de briques taillées. Les architraves du niveau inférieur ont la forme de cadres rectangulaires et sont complétées aux étages par des ouvertures à forme triangulaires surmontées d'un fronton.